# Charles Abi
Charles Nathan Abi, född 12 april 2000, är en fransk fotbollsspelare som spelar för schweiziska Stade Lausanne Ouchy.

## Karriär
Abi spelade som ung för FC Aubièrois, FC Pérignat och Clermont innan han sommaren 2015 gick han till Saint-Étienne. Den 25 april 2018 skrev Abi på sitt första proffskontrakt med Saint-Étienne; ett treårskontrakt. Abi debuterade i Ligue 1 den 16 december 2018 i en 1–1-match mot Nice, där han blev inbytt i den 88:e minuten mot Pierre-Yves Polomat. I april 2019 var Abi en del av U19-laget som vann Coupe Gambardella, där han bland annat gjorde ett mål i finalen mot Toulouse (2–0-vinst).
Den 3 juni 2019 förlängde Abi sitt kontrakt i Saint-Étienne fram till 2022. I slutet av oktober 2019 råkade Abi ut för en skada som höll honom borta från spel i sex veckor. Den 18 januari 2020 gjorde Abi sitt första mål i en 3–2-vinst över Paris FC i sextondelsfinalen av Coupe de France 2019/2020. I april 2020 förlängde han sitt kontrakt i Saint-Étienne fram till 2024.
Den 31 augusti 2021 lånades Abi ut till Ligue 2-klubben Guingamp på ett låneavtal över säsongen 2021/2022. Han debuterade och gjorde sitt första mål för Guingamp den 11 september 2021 i en 1–0-vinst över Paris FC.
Den 6 februari 2023 värvades Abi av schweiziska Challenge League-klubben Stade Lausanne Ouchy.